# Pichidamas piru
Pichidamas piru ist eine Art der Landplanarien, die in Südamerika beheimatet ist. Die Art ist der einzige Vertreter der Gattung Pichidamas. Sie wurde in der Provinz Osorno in Chile gefunden.

## Merkmale
Pichidamas piru ist eine kleine bis mittelgroße Landplanarie und hat einen schlanken, subzylindrischen Körper. Das einzige gefundene Individuum hatte nach der Fixierung eine Länge von 21 Millimetern und eine Breite von 2,5 Millimetern. Die Körperränder verlaufen parallel und Vorder- und Hinterende sind abgerundet. Die Kriechsohle nimmt 50 % der Bauchseite ein und auf der Kopfseite sitzt ein Retraktormuskel. Die vielen Augen sind in einer Reihe entlang der Körperränder angeordnet. Die Grundfärbung des Rückens ist hellbraun, darauf befinden sind längliche dunkelbraune Flecken, die dem Körper ein Aussehen wie Baumrinde verleihen. In der Rückenmitte befindet sich eine breite dunkelbraune Längsbande, an den Seiten jeweils ein schwächer gefärbter Längsstreifen.
Der Kopulationsapparat weist keine permanente Penispapille auf, stattdessen eine papillenartige Falte, in die Samenkanäle münden. Die Ovovitellinkanäle münden bauchseits vom Hinterende her in die weibliche Geschlechtshöhle.

## Etymologie
Der Gattungsname Pichidamas weist auf den Fundort des Holotyps hin.
Das Artepitheton piru stammt aus der Sprache der Mapuche, eines indigenen Volkes aus Chile und Argentinien, und bedeutet auf Deutsch Wurm.

## Verbreitung
Von der Gattung wurde ein einziges Individuum gefunden. Es befand sich im Inneren eines toten Baumstamms in einem gemäßigten Wald, der von Coihue-Südbuchen und Scheinulmen dominiert wird. Der Fundort liegt in der Nähe des Orts Pichidamas in der Region um Osorno im Süden Chiles.